# 鹿児島県道378号荒崎黒之浜港線
鹿児島県道378号荒崎黒之浜港線（かこしまけんどう378ごう あらさきくろのはまこうせん）は、鹿児島県出水市から阿久根市に至る一般県道である。

## 概要
標識には、「鹿児島県道378号荒崎黒之浜線（かごしまけんどう378ごう あらさきくろのはません）」と表記してあるが、正式名称は、「鹿児島県道378号荒崎黒之浜港線」である。

### 路線データ
- 起点：鹿児島県出水市高尾野町江内（鹿児島県道367号脇本荘線交点）
- 終点：鹿児島県阿久根市脇本（八郷入口交差点、国道389号交点、鹿児島県道365号脇本赤瀬川線起点）

## 地理

### 通過する自治体
- 出水市
- 阿久根市

### 交差する道路
| 交差する道路                          | 市町村名 | 交差する場所 | 交差する場所          |
| ------------------------------------- | -------- | ------------ | --------------------- |
| 鹿児島県道367号脇本荘線               | 出水市   | 高尾野町江内 | 起点                  |
| 国道389号 鹿児島県道365号脇本赤瀬川線 | 阿久根市 | 脇本         | 八郷入口交差点 / 終点 |

### 沿線
- 江内川
- 野口漁港
- 八郷港
- 小渡港
- 大渡港
- 脇本港